# Dígale (canción)
Dígale es una canción interpretada por el artista español David Bisbal y que se publicó en 2002, en su primer álbum de estudio Corazón latino.

## Historia
Fue grabada entre marzo y abril de 2002 en la ciudad estadounidense de Miami. Se publicó el 11 de noviembre de ese mismo año y fue el tercer sencillo del cantante.
La canción llegó a ser número 5 en la lista de la cadena de radio fórmula española Los 40 Principales.

## Descripción
Tema de pop comercial, con ritmo rápido y bailable, con una cadencia rápida muy ajustada al estilo que caracterizaba al intérprete en los inicios de su trayectoria profesional.

## Videoclip
El videoclip se rodó en el Macizo del Montseny. Aquí, David Bisbal interpreta a un caballero de la Edad Media que lucha por el amor de una doncella.